# إقليم الجند
إقليم الجند وهو أحد أقاليم اليمن الستة التي من المتوقع تفعيلها في الدستور القادم، ليكون منطقة حكم ذاتي فيدرالي في جنوب غرب اليمن. ويضم إقليم الجند «ولايتين» وهما تعز وإب وعاصمته تعز.

## التسمية
وجاء إطلاق اسم الجند على الإقليم بالاستناد إلى الأهمية التاريخية التي اكتسبتها شهرة جامع الجند الذي بناه الصحابي الجليل معاذ بن جبل في السنة السادسة للهجرة حين ابتعثه الرسول الكريم محمد صلى الله عليه وسلم لدعوة اليمنيين إلى الإسلام.

## الجغرافيا والمناخ

### المناخ
| البيانات المناخية لـولاية تعز                        | البيانات المناخية لـولاية تعز | البيانات المناخية لـولاية تعز | البيانات المناخية لـولاية تعز | البيانات المناخية لـولاية تعز | البيانات المناخية لـولاية تعز | البيانات المناخية لـولاية تعز | البيانات المناخية لـولاية تعز | البيانات المناخية لـولاية تعز | البيانات المناخية لـولاية تعز | البيانات المناخية لـولاية تعز | البيانات المناخية لـولاية تعز | البيانات المناخية لـولاية تعز | البيانات المناخية لـولاية تعز |
| الشهر                                                | يناير                         | فبراير                        | مارس                          | أبريل                         | مايو                          | يونيو                         | يوليو                         | أغسطس                         | سبتمبر                        | أكتوبر                        | نوفمبر                        | ديسمبر                        | المعدل السنوي                 |
| ---------------------------------------------------- | ----------------------------- | ----------------------------- | ----------------------------- | ----------------------------- | ----------------------------- | ----------------------------- | ----------------------------- | ----------------------------- | ----------------------------- | ----------------------------- | ----------------------------- | ----------------------------- | ----------------------------- |
| متوسط درجة الحرارة الكبرى °م (°ف)                    | 29.0 (84.2)                   | 29.0 (84.2)                   | 30.0 (86.0)                   | 32.0 (89.6)                   | 33.0 (91.4)                   | 33.0 (91.4)                   | 33.0 (91.4)                   | 33.0 (91.4)                   | 32.0 (89.6)                   | 30.0 (86.0)                   | 28.0 (82.4)                   | 27.0 (80.6)                   | 30.8 (87.3)                   |
| متوسط درجة الحرارة الصغرى °م (°ف)                    | 11.0 (51.8)                   | 10.0 (50.0)                   | 12.0 (53.6)                   | 15.0 (59.0)                   | 16.0 (60.8)                   | 17.0 (62.6)                   | 13.0 (55.4)                   | 17.0 (62.6)                   | 16.0 (60.8)                   | 12.0 (53.6)                   | 9.0 (48.2)                    | 9.0 (48.2)                    | 13.1 (55.6)                   |
| المصدر: أرشيف الأحوال الجوية في مطار (تعز) ولاية تعز |                               |                               |                               |                               |                               |                               |                               |                               |                               |                               |                               |                               |                               |

## التقسيم الإداري
| م        | الولاية    | المساحة كم2 | السكان    |
| -------- | ---------- | ----------- | --------- |
| 1        | محافظة تعز | 10,008      | 2٬229٬912 |
| 2        | محافظة إب  | 5,552       | 2٬131٬841 |
| الإجمالي | الإجمالي   | 15,560      | 4,361,753 |

## التركيبة السكانية

### اللغات واللهجات
إقليم الجند يشمل كل من ولاية تعز عاصمة الإقليم وولاية إب وهما متداخلتان من حيث العادات والتقاليد واللهجات حيث يتميز الجميع بنفس اللهجة تقريباً عدا المناطق الشمالية في ولاية إب حيث لهجة أهل تلك المناطق أقرب إلى لهجة اقليم آزال.

## مواقع ويب
- موقع اقليم الجند